# ميكي بيل
ميكي بيل (بالإنجليزية: Michael Bell)‏ (15 نوفمبر 1971 بنيوكاسل أبون تاين في المملكة المتحدة - ) هو مدرب كرة قدم ولاعب كرة قدم بريطاني في مركز الدفاع. لعب مع بورت فايل ونادي بريستول سيتي وWeston-super-Mare A.F.C. ‏ وTeam Bath F.C. ‏ ونادي تشيلتنهام تاون لكرة القدم ونادي نورثامبتون تاون وويكمب وندررز وClevedon Town F.C. ‏.

## وصلات خارجية
- ميكي بيل على موقع قاعدة بيانات كرة القدم.إي يو (الإنجليزية)
- ميكي بيل على موقع Soccerbase.com (لاعب) (الإنجليزية)